# Eugenia inundata
Eugenia inundata är en myrtenväxtart som beskrevs av Dc.. Eugenia inundata ingår i släktet Eugenia och familjen myrtenväxter. Inga underarter finns listade i Catalogue of Life.